# Skeliuvatka, Krînîcikî
Skeliuvatka (în ucraineană Скелюватка) este un sat în așezarea urbană Bojedarivka din raionul Krînîcikî, regiunea Dnipropetrovsk, Ucraina.

## Demografie
Componența lingvistică a localității Skeliuvatka
     Ucraineană (94,8%)
     Rusă (5,2%)
Conform recensământului din 2001, majoritatea populației localității Skeliuvatka era vorbitoare de ucraineană (94,8%), existând în minoritate și vorbitori de rusă (5,2%).